# Geoffrey Crowther, Baron Crowther
Geoffrey Crowther, Baron Crowther (* 13. Mai 1907 in Headingley, Leeds; † 5. Februar 1972 in London) war ein britischer Ökonom, Journalist, Pädagoge und Geschäftsmann. Von 1938 bis 1956 war er Herausgeber der Zeitschrift The Economist.

## Frühe Jahre und Ausbildung
Nach Beendigung der Schule erhielt Geoffrey Crowther 1928 ein Stipendium für das Clare College in Cambridge für ein Studium der modernen Sprachen. Später wechselte er das Fach, studierte Wirtschaftswissenschaften mit einem ausgezeichneten Abschluss. 1928 wurde er zum Präsidenten der Cambridge Union Societey gewählt.
Sein späterer Kollege Donald Tyerman sagte über Crowther, dass dessen „Selbstwahrnehmung und Selbstsicherheit nicht geltend gemacht, sondern als selbstverständlich hingenommen wurde. Aber Männer, die sich im Leben nach Cambridge gut machten, waren verzweifelt, als sie sahen, wie sicher es war, dass er Erfolg haben würde, egal, was er machte“.
1929 bekam Crowther ein Stipendium der Harkness Fellowship und verbrachte ein Jahr in Yale. Dort lernte er seine Frau Peggy kennen und verbrachte, mittlerweile offiziell angestellt bei der Columbia University, ein Jahr an der Wall Street. Ab 1931 arbeitete er in einer Londoner Handelsbank und wurde auf Empfehlung von John Maynard Keynes Berater für das Bankenwesen der irischen Regierung.

## The Economist
1932 heiratete Geoffrey Crowther und wurde im selben Jahr, ebenfalls auf Empfehlung von Keynes, beim Economist tätig. 1935 wurde er Ressortleiter und 1938, im Alter von 31 Jahren, Herausgeber, als Nachfolger von Walter Layton. Unter seiner Ägide verfünffachte die Wochenzeitschrift ihre Auflage und wurde einer der einflussreichsten der Welt.
Crowther förderte die Karrieren zahlreicher namhafter Journalisten und Autoren, darunter Roland Bird, Donald Tyerman, Barbara Ward, Isaac Deutscher, John Midgely, Norman Macrae, Margaret Cruikshank, Helen Hill Miller, Marjorie Deane, Nancy Balfour, Donald McLachlan, Keith Kyle, Andrew Boyd und George Steiner. Besonders unterstützte er die Karrieren von Frauen, was zu jener Zeit außergewöhnlich war. Nach über 17 Jahren trat er von seinem Posten zurück. Seit 1947 war er zudem Direktor der Economist Newspaper Ltd. und nach seinem Rücktritt als Verleger wurde er deren Geschäftsführer. 1963 folgte er Layton als Aufsichtsratsvorsitzender.

## Weitere Ämter und Tätigkeiten
Während des Zweiten Weltkriegs war Crowther im Versorgungs- sowie im Informationsministerium und schließlich im Produktionsministerium tätig. 1956 wurde er zum Vorsitzenden des Central Advisory Council for Education, eines Beraterstabes für Erziehung, ernannt; das Gremium verfasste The Crowther Report – Fifteen to Eighteen, der letztlich 1972 dazu führte, dass das Pflichtschulalter auf 16 Jahre heraufgesetzt wurde. 1971 gab er einen weiteren Crowther Report heraus, den Report of the Committee on Consumer Credit, dessen Empfehlungen im Consumer Credit Act 1974 mündeten, der die gesetzlichen Regelungen über Verbraucherkredite reformierte. Bis zu seinem Tod im Jahre 1972 war er Vorsitzender der Royal Commission on the Constitution.
Einige Jahre lang war Crowther Mitglied im Aufsichtsrat des National Institute of Economic and Social Research und wirkte daran mit, dass die Einrichtung die Kriegsjahre überstand. Er diente im Rat des Royal Institute of International Affairs und war nach 1944 für einige Zeit im Herausgeber-Gremium der Zeitschrift International Affairs. In den 1940er Jahren war er zudem Herausgeber der Zeitschrift Transatlantic, die von den Penguin Books herausgegeben wurde und war regelmäßiger Teilnehmer der Radiosendung The Brains Trust auf BBC. Er war zudem Mitglied des Aufsichtsrates der London School of Economics und wurde 1969 zum Gründungskanzler der Open University ernannt. Während seines Lebens hatte er bis zu 40 Ämter inne.
Geoffrey Crowther starb an einem Herzinfarkt auf dem Flughafen Heathrow.

## Auszeichnungen und Ehrungen
1952 wurde Crowther in die American Academy of Arts and Sciences und 1953 in die American Philosophical Society gewählt, 1957 wurde er zum Knight Bachelor geschlagen und 1968 zum Life Peer erhoben. Zudem wurde er im Laufe seines Lebens mit sieben Ehrendoktorwürden ausgezeichnet.

## Schriften
- An Introduction to The Study of Prices. 2nd Edition with W. Layton. 1935.
- Economics for Democrats. 1939.
- An Outline of Money. 1941.